# Junkovac (Lazarevac)
Junkovac (em cirílico:Јунковац) é uma vila da Sérvia localizada no município de Lazarevac, pertencente ao distrito de Belgrado, na região de Kolubara. Possuía uma população de 984 habitantes segundo o censo de 2002.

## Demografia
| 1948  | 1953  | 1961  | 1971  | 1981  | 1991  | 2002 |
| ----- | ----- | ----- | ----- | ----- | ----- | ---- |
| 1 450 | 1 349 | 1 322 | 1 172 | 1 057 | 1 057 | 984  |